# Estadio Helmántico
Estadio Helmántico – stadion piłkarski w Salamance, w Hiszpanii. Został otwarty w 1970 roku. Jego pojemność wynosi 17 341 widzów. Wyposażony jest w sztuczne oświetlenie, swoje mecze rozgrywa na nim UD Salamanca.